# سد ایلیسو

## طرح ترکیه برای ساخت سد ایلیسو
رود دجله و فرات از ترکیه سر چشمه می‌گیرند؛ رود فرات از کوهستان‌های شرق آناتولی در کشور ترکیه سرچشمه گرفته و به سوی کشورهای سوریه، عراق و خلیج فارس روان است. این رود در مغرب کشور عراق و متشکل است از دو شعبه قره‌سو و مرادچای، که سرچشمهٔ آن‌ها نزدیک رود ارس در شرق آناتولی ترکیه است. موقعی که دو شعبهٔ قره‌سو و مرادچای به هم می‌رسند، فرات به دجله نزدیک می‌شود، ولی دوباره دجله متوجه جنوب‌شرقی شده و فرات به سمت مغرب مایل می‌شود و سپس در نزدیکی خلیج فارس به رود دجله می‌پیوندد. رود دجله از دامنهٔ جنوبی رشته‌کوه توروس در شرق ترکیه سرچشمه می‌گیرد، پس از ورود به کشور عراق از میان شهرهای بزرگی چون بغداد و موصل عبور کرده به فرات می‌رسد و سرانجام هر دو به رود کارون می‌پیوندد که اروندرود را تشکیل می‌دهند و در پایان به خلیج فارس سرازیر می‌شوند. ترکیه مدعی است همان‌طور که منابع نفتی هر کشور متعلق به آن کشور است، منابع آبی هم که از ترکیه سرچشمه می‌گیرند، به این کشور تعلق دارند. در سال ۱۹۳۶ فکر اجرای طرحی به نام پروژهٔ آناتولی جنوب شرقی که به زبان ترکی استانبولی، Guneydogu Anadolu Projesi و به صورت خلاصهٔ GAP (گاپ) خوانده می‌شود شکل گرفت؛ و از ۱۹۸۰ جدی‌تر شد. گاپ طرحی عمرانی است که بر پایهٔ آن دولت ترکیه در نظر دارد مجموعه‌ای از سد و نیروگاه برقابی را بر بخش بالایی رودخانه‌های دجله و فرات که از کوه‌های آناتولی مرکزی سرچشمه می‌گیرند و از جنوب شرقی آن کشور به سوی سوریه و عراق روان می‌شوند، بسازد. دولت ترکیه مدعی است که در چارچوب این طرح، نه تنها برق و آب برای توسعهٔ کشاورزی تأمین شده و سیلاب‌ها کنترل خواهند شد، بلکه امکانات بسیاری مانند جاده، راه‌آهن، فرودگاه، جاذبهٔ گردشگری، کارخانه، بیمارستان، مدرسه و امکانات نوین برای مردم این کشور فراهم می‌شود و از مهاجرت مردم نیز جلوگیری خواهد شد. دولت ترکیه، برای اجرای کامل این طرح سی سال زمان و ۳۲ میلیارد دلار پول در نظر گرفته‌است. در این طرح، ۱۴ سد بر روی فرات، ۸ سد بر دجله و سرجمع ۱۹ نیروگاه برقابی ساخته خواهد شد. پس از تکمیل، این طرح قرار است ۷٫۱ میلیون هکتار زمین کشاورزی را آبیاری و سالانه ۵۵ میلیارد کیلووات ساعت برق تولید کند. نخستین سازهٔ بزرگ که در این طرح ساخته شد، سد آتاترک بود که در سال ۱۹۹۲ تکمیل شد. سد آتاترک از لحاظ حجم کار ساختمانی پنجمین سد بزرگ جهان و از لحاظ تولید برق آبی نیز در دنیا سوم می‌باشد. سد آتاترک بزرگترین سد اروپا و ترکیه است.
ترکیه قصد دارد سد ایلیسو را بر روی رود دجله بسازد و با این کار از ورود ۵۶ درصد منابع آب دجله به خاک عراق جلوگیری می‌کند و تبعات زیست‌محیطی و تنش‌آفرینی میان کشورهای ترکیه عراق و ایران ایجاد خواهد کرد.
نگران‌کننده‌تر آنکه با ممانعت دولت ترکیه از ورود آب فرات به عراق و در نهایت تالاب هورالعظیم یک فاجعهٔ زیست‌محیطی در جنوب غرب ایران شکل گرفت و تالابی که روزگاری محل صید و صیادی اهالی و سیستم طبیعی خنک‌کنندهٔ هوا بود، رفته رفته کارکردهای انسانی خود را از دست داد. در اوضاع کنونی هم نهایی‌شدن سد ایلیسو بر روی رود دجله، دیگر منبع آبی تالاب هورالعظیم باید منتظر مرگ قریب‌الوقوع این تالاب و یک فاجعهٔ بزرگ زیست‌محیطی در ایران ماند.

## اهمیت دجله برای ایران
با توجه به مرزی بودن این سد در جنوب شرق ترکیه و احداث آن بر روی رود دجله که به خاک عراق سرازیر می‌شود و محیط‌زیست کشور ایران را نیز به خود وابسته کرده، این موضوع برای ایران از اهمیت بالایی برخوردار است.
دجله مستقیماً از ترکیه وارد عراق می‌شود و عراق را آبیاری می‌کند و سرانجام به تالاب هورالعظیم می‌رسد. اگر سد ایلیسو بر روی دجله ساخته شود، این کار از ورود ۵۶ درصد منابع آب دجله به خاک عراق جلوگیری می‌کند که در نتیجه باید منتظر مرگ قریب‌الوقوع تالاب هورالعظیم و یک فاجعه بزرگ زیست‌محیطی در ایران بود.
اگر سد ایلیسو ترکیه (گنجایش ۳ برابر سد کرخه) ساخته شود کل کشور درگیر ریزگرد خواهد شد.
در سال ۱۹۹۲ دولت ترکیه سد بزرگ آتاترک را افتتاح کرد که نزدیک به ۵۰ میلیارد متر مکعب گنجایش دارد که این میزان از گنجایش ۶۵۰ سدی که ما در کشور ساخته‌ایم بیشتر گنجایش دارد و سبب تشدید ریزگردها در ایران شد.

## کمپین مردمی «بین النهرین» برای مقابله با ساخت سد ایلیسو
سدسازی در ترکیه مدت‌هاست به یکی از چالش‌های بزرگ زیست‌محیطی در منطقه تبدیل شده تا آنجا که فعالان محیط‌زیست در ایران با راه‌اندازی کمپینی تحت عنوان «بین النهرین» و تنظیم نامه‌ای برای دبیرکل سازمان ملل، از شهروندان ایرانی خواسته‌اند با امضای این نامه مانع سدسازی در ترکیه شوند.
بنا به اعلام دست‌اندرکاران این کمپین ساخت سد در ترکیه از جمله سد ایلی‌سو باعث جلوگیری از حقابهٔ دجله و فرات به عراق و سوریه می‌شود که پیامد آن خشک‌شدن تالاب‌ها و شکل‌گیری کانون‌های نو ریزگردی است که ایران را نیز تحت‌الشعاع قرار می‌دهد؛ همچنان که ساخت سد آتاترک در ترکیه باعث خشک‌شدن تالاب هورالعظیم (بخش واقع‌شده در عراق) شد و اکنون ریزگردهای ناشی از آن شهروندان ایرانی را تهدید می‌کند.